# Kup Hrvatske u odbojci za muškarce 2012.
Kup Hrvatske u odbojci za muškarce za 2012. godinu je osvojio Rovinj. 

Kup je igran u jesenskom dijelu sezone 2012./13.

## Rezultati

### 1. kolo
Prvi susreti su igrani 29. i 30. rujna, a uzvrati 3. listopada 2012. godine.
| klub1        | klub2                                  | 1. ut    | 2. ut    | napomene       |
| ------------ | -------------------------------------- | -------- | -------- | -------------- |
| Zadar        | Mladost Marina Kaštela (Kaštel Lukšić) | 0:3      | 0:3      |                |
| Opatija      | Mladost Zagreb                         | 0:3      | 0:3      |                |
| Daruvar      | Mursa - Osijek                         | 3:0      | 0:3      |                |
| Karlovac     | Rijeka                                 | 2:3      | 1:3      |                |
| Zagreb       | Centrometal Črečan                     | 2:3      | 3:0      |                |
| Mlaka Rijeka | Vukovar                                | 0:3 p.f. | 0:3 p.f. | Mlaka odustala |

### Četvrtzavršnica
Prvi susreti su igrani 21. i 27. studenog, a uzvrati 28. studenog i 16. prosinca 2012. godine.
| klub1   | klub2                                  | 1. ut | 2. ut | napomene |
| ------- | -------------------------------------- | ----- | ----- | -------- |
| Zagreb  | Mladost Marina Kaštela (Kaštel Lukšić) | 0:3   | 1:3   |          |
| Sisak   | Mladost Zagreb                         | 3:2   | 0:3   |          |
| Vukovar | Rovinj                                 | 0:3   | 0:3   |          |
| Rijeka  | Mursa - Osijek                         | 0:3   | 2:3   |          |

### Završni turnir
Igrano 21. i 22. prosinca 2012. u Rovinju u dvorani SD Valbruna.
| klub1                                  | rez.          | klub2          |
| poluzavršnica                          | poluzavršnica | poluzavršnica  |
| -------------------------------------- | ------------- | -------------- |
| Mladost Marina Kaštela (Kaštel Lukšić) | 3:1           | Mursa - Osijek |
| Mladost Zagreb                         | 1:3           | Rovinj         |
|                                        |               |                |
| za 3. mjesto                           |               |                |
| Mladost Zagreb                         | 3:2           | Mursa - Osijek |
|                                        |               |                |
| za pobjednika                          |               |                |
| Mladost Marina Kaštela (Kaštel Lukšić) | 1:3           | Rovinj         |